# Hop Bottom, Pennsylvania
Hop Bottom là một thị trấn thuộc quận Susquehanna, tiểu bang Pennsylvania, Hoa Kỳ. Năm 2010, dân số của thị trấn này là 337 người.